# 榊原留美
榊原留美（1951年3月5日—），是日本東京都涩谷区广尾出身的女演员。東映經紀所属。

## 人物
父親是芝浦工業大学名譽教授榊原秋策。三歲時開始從事婦女雜誌模特兒，活躍於電視、電影圈，以擔綱演出電影《男人真命苦 奮鬥篇》、特攝劇《歸來的超人》女主角坂田秋子知名；此外也將居家生活心得整理出書。結婚兩次，女兒松下惠亦是演員，兩人均屬同一家經紀公司。